# Vi laver tøj
|  | Denne artikel er oprettet af botten Steenthbot ud fra en ekstern database. Den kan derfor have sproglige fejl eller mangler. Denne skabelon kan fjernes efter kontrol af indholdet. |

Vi laver tøj er en dansk dokumentarfilm fra 1976 instrueret af Sven Aage Petersen efter eget manuskript.

## Handling
På en stor dansk arbejdsplads fremstilles cowboytøj. Den indgående skildring af af de nmange arbejdsrutiner, der fører frem til det færdige produkt, der prøves bag forhænget til forretningens prøverum, tager sit udgangspunkt i den mexicanske landarbejders plukning af bomulden. Arbejdsvilkårene for ham og de mange ansatte på den danske virksomhed vises og kommenteres sideløbende med fortællingen om lanceringen og produktionen af den nye model, der skal på markedet. På den danske virksomhed er der hos de enkelte delte og forskellige meninger om de miljø- og lønmæssige forhold på arbejdspladsen.